# Карашик
Карашик (каз. Қарашық) — село в Сауранском районе Туркестанской области Казахстана. Административный центр Карашикского сельского округа. Код КАТО — 512645100.

## География
Расположено примерно в 8 км к северу от города Туркестан.

## Население
В 1999 году население села составляло 5151 человек (2586 мужчин и 2565 женщин). По данным переписи 2009 года в селе проживало 6880 человек (3505 мужчин и 3375 женщин).

## Инфраструктура
С 1954 по 1996 годы в Карашике базировался хлопководческий колхоз «Победа». В настоящее время в селе и соседних населённых пунктах функционируют частные хозяйства, образованные на его основе.